# Campionati mondiali di sci nordico 1937
I Campionati mondiali di sci nordico 1937, quattordicesima edizione della manifestazione, si svolsero dal 12 al 18 febbraio a Chamonix, in Francia. Vennero assegnati cinque titoli.

## Risultati

### Combinata nordica
| Posizione | Atleta         | Nazione        | Punti  |
| --------- | -------------- | -------------- | ------ |
| 1         | Sigurd Røen    | Norvegia       | 441,10 |
| 2         | Rolf Kaarby    | Norvegia       | 429,20 |
| 3         | Aarne Valkama  | Finlandia      | 412,10 |
| 4         | Kaare Busterud | Norvegia       | -      |
| 5         | Gustav Berauer | Cecoslovacchia | -      |
| 6         | Per Fossum     | Norvegia       | -      |

12 febbraio

Trampolino: Le Mont NH

Fondo: 18 km

### Salto con gli sci
| Posizione | Atleta          | Nazione  | Punti |
| --------- | --------------- | -------- | ----- |
| 1         | Birger Ruud     | Norvegia | 233,8 |
| 2         | Reidar Andersen | Norvegia | 231,4 |
| 3         | Sigurd Solid    | Norvegia | 225,7 |
| 4         | Sigurd Haanes   | Norvegia | -     |
| 5         | Sepp Bradl      | Austria  | -     |
| 6         | Paul Kraus      | Germania | -     |

12 febbraio

Trampolino: Le Mont NH

### Sci di fondo

#### 18 km
| Posizione | Atleta           | Nazione   | Tempo   |
| --------- | ---------------- | --------- | ------- |
| 1         | Lars Bergendahl  | Norvegia  | 1:11:24 |
| 2         | Kalle Jalkanen   | Finlandia | 1:12:35 |
| 3         | Pekka Niemi      | Finlandia | 1:13:48 |
| 4         | Sven Hansson     | Svezia    | -       |
| 5         | Jussi Kurikkala  | Finlandia | -       |
| 6         | Alfred Dahlqvist | Svezia    | -       |

14 febbraio

#### 50 km
| Posizione | Atleta          | Nazione    | Tempo   |
| --------- | --------------- | ---------- | ------- |
| 1         | Pekka Niemi     | Finlandia  | 3:36:58 |
| 2         | Annar Ryen      | Norvegia   | 3:43:59 |
| 3         | Vincenzo Demetz | Italia     | 3:46:39 |
| 4         | Kalle Jalkanen  | Finlandia  | -       |
| 5         | Lars Bergendahl | Norvegia   | -       |
| 6         | Franc Smolej    | Jugoslavia | -       |

16 febbraio

#### Staffetta 4x10 km
| Posizione | Nazione        | Atleti                                                                | Tempo   |
| --------- | -------------- | --------------------------------------------------------------------- | ------- |
| 1         | Norvegia       | Annar Ryen Oskar Fredriksen Sigurd Røen Lars Bergendahl               | 3:06:07 |
| 2         | Finlandia      | Pekka Niemi Klaes Karppinen Jussi Kurikkala Kalle Jalkanen            | 3:07:04 |
| 3         | Italia         | Giulio Gherardi Aristide Compagnoni Silvio Confortola Vincenzo Demetz | 3:08:48 |
| 4         | Svezia         | Sven Hansson Alvar Hägglund Bertil Stridsman Alfred Dahlqvist         | -       |
| 5         | Cecoslovacchia | Cyril Musil Gustav Berauer Rudolf Vrána František Šimůnek             | -       |
| 6         | Svizzera       | August Freiburghaus August Sonderegger Ernst Berger Alfred Limacher   | -       |

18 febbraio

## Medagliere per nazioni
| Posizione | Nazione   | Oro | Argento | Bronzo | Totale |
| --------- | --------- | --- | ------- | ------ | ------ |
| 1         | Norvegia  | 4   | 3       | 1      | 8      |
| 2         | Finlandia | 1   | 2       | 2      | 5      |
| 3         | Italia    | 0   | 0       | 2      | 2      |